# Pedaliodes polusca
Pedaliodes polusca är en fjärilsart som beskrevs av William Chapman Hewitson 1861. Pedaliodes polusca ingår i släktet Pedaliodes och familjen praktfjärilar. Inga underarter finns listade i Catalogue of Life.